# 申春
申春（1907年—1934年6月），曾用名梁道益，朝鲜族，黄埔军校第六期毕业生，曾参加过广州起义，中国东北地区首个苏维埃政权“药水洞苏维埃政府”的主要创建者，后历任中共延（吉）和（龙）县委军事部长、珲春县委军事部长。:203:46-47

## 生平
1907年，申春出生于朝鲜咸镜北道明川郡，1910年日本吞并朝鲜半岛后，随父母迁居中国东北地区。1927年，他加入了朝鲜共产党，在北满从事反日活动，同年入黄埔军校第六期学习。同年12月，他随黄埔军校特务营二连参加了中共领导的广州起义。广州起义失败后，他返回东北地区继续从事革命运动。:203:46
1930年4月，中共延边特别支部根据中共中央和中共满洲省委的指示，计划开展“红五月斗争”，并提出在有条件的地方建立“苏维埃政权”。申春被派往群众基础较好的和龙县药水洞地区从事筹建苏维埃政权的工作。同年5月26日，他在组织群众反日示威游行期间，在药水洞举行群众大会，宣布“药水洞苏维埃政府”的成立。这是中国东北地区历史上的首个苏维埃政权。同年，他加入了中国共产党。同年7月末，申春根据中共药水洞平岗区委第一次党员代表大会的决议组建了由八十人组成的平岗区游击队（工农红军），并任总指挥。药水洞从此成为中共在和龙地区的革命根据地。1930年9月7日，药水洞上村成立平岗区苏维埃政府。:27:203:46-47:477-479
1930年10月初，申春被任命为中共延（吉）和（龙）县委军事部长。不久后，中共珲春县委成立，他被改任珲春县委军事部长。1931年2月，他在珲春大荒沟北谷村印刷反日传单时被捕，后被关押在延吉监狱。1934年6月，申春被日本宪兵队的特务杀害，时年27岁。:203:407